# Berlin Adler
Stade
Maillots
Les Berlin Adler est un club allemand de football américain basé à Berlin. Ce club qui évolue au stade Friedrich-Ludwig Jahnstadion (20 000 places) fut fondé en 1979 sous le nom de Berlin Bears.

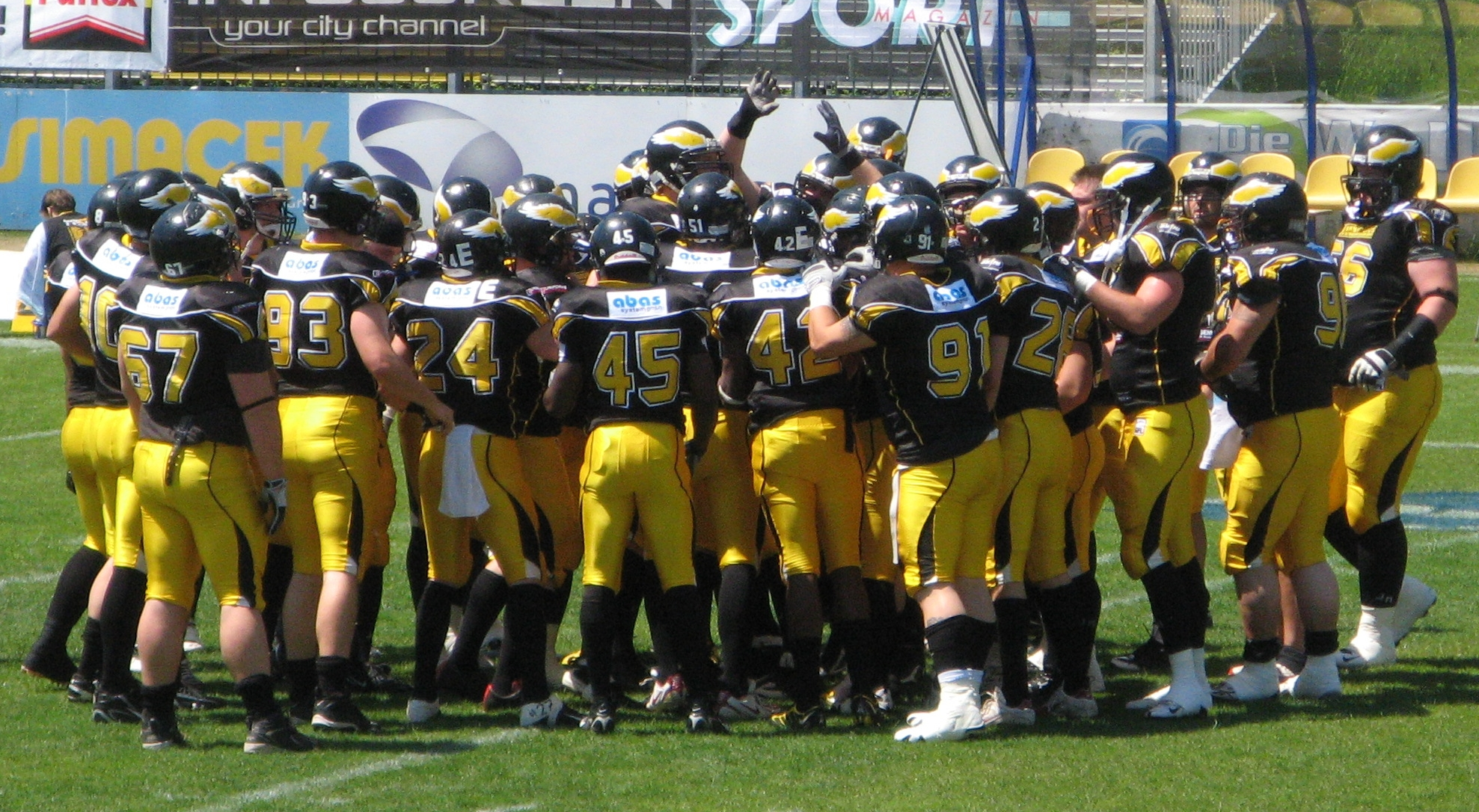
Berlin Adler lors de l'Eurobowl 2010

## Palmarès
- Champion d'Europe : 2010, 2014
- Vice-champion d'Europe :1991, 2011
- Champion d'Allemagne : 1987, 1989, 1990, 1991, 2004, 2009
- Vice-champion d'Allemagne : 1994, 2010